# 베이터우구

베이터우구의 위치

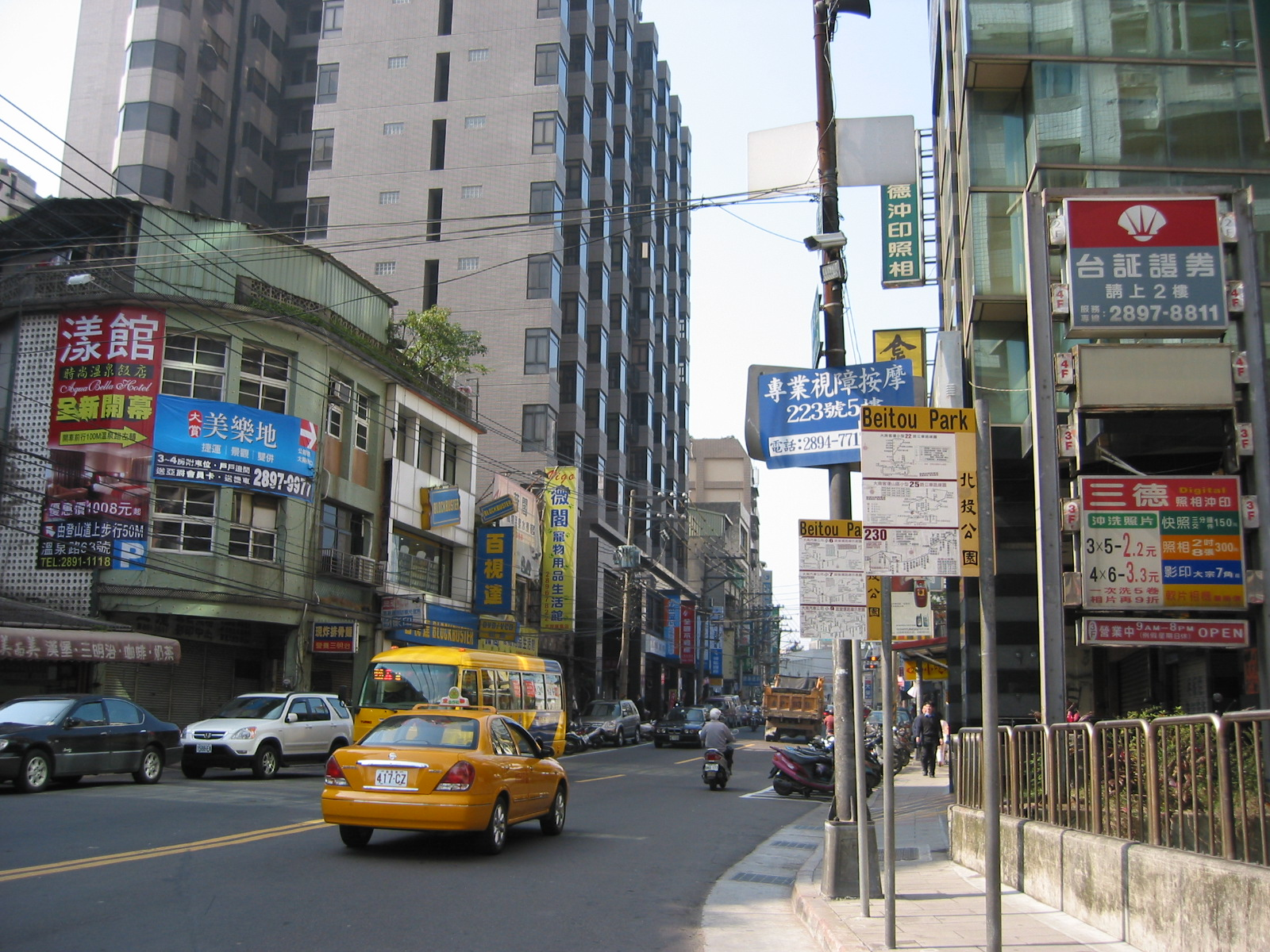
베이터우구의 거리

베이터우구(중국어: 北投區, 병음: Běitóu Qū, 한자음: 북투구)는 중화민국 타이베이시의 시할구이다. 넓이는 56.8216km2이고, 인구는 2015년 8월 기준으로 257,514명이다. 구내에는 베이터우 온천이나 양밍산 등의 관광지가 위치하고 있다.

## 지리
베이터우 구는 타이베이 시의 최북단에 위치한다. 동쪽은 황시(磺溪)가 흐르고 남쪽은 지룽허를 사이에 두고 스린 구와 접한다. 서쪽은 타이베이 현의 단수이 진과 접하고 북쪽은 다툰 산과 치싱 산을 사이에 두고 타이베이 현 싼즈 향, 진산 향과 접한다.

## 역사
베이터우는 일찍이 평포족, 바사이족(케타가란족의 한 분파)의 취락인 팟타오가 있었다. 팟타오는 바사이어로 '무녀'의 의미를 가지고 있었다. 타이베이 지구에서 가장 개발이 빨리 시작된 곳이기도 하다. 대만어 발음에 의해 '팍타우'(北投)라고 이름 붙여지게 되었다.
1626년 ~ 1662년에 평포족과 스페인인, 네덜란드인 사이에는 유황 무역이 이루어지고 있었다. 1697년, 욱영하가 베이터우에서 유황을 채굴했을 때 여행기 《비해기유》(현존 하는 가장 오래된 대만 여행기)를 기술했다.
정성공 부자가 대만을 통치하기 전까지는 이곳에 한족이 살지 않았지만 건륭제 초기에 선주민으로부터 토지를 구입해 개간되었다. 광서 원년에 대북부가 설치되었고 북투지구는 담수진에 속했다. 일본 제국의 통치 시기(대만일치시기) 무렵에는 다이호쿠주 시치세이군 호쿠토장으로 불렸다. 제2차 세계 대전 이후에는 베이터우진으로서 치성 구에 속했다. 1947년에 치성구가 단수이구에 편입되었고 1968년 7월 1일에 타이베이시로 편입되어 베이터우의 지방 행정은 타이베이시 정부의 직할이 되었다.

## 하위 행정구역
- 바센리(八仙里)
- 펑녠리(豐年里)
- 타오샹리(稻香里)
- 타오위안리(桃源里)
- 이더리(一德里)
- 관두리(關渡里)
- 중융리(中庸里)
- 카이밍리(開明里)
- 중허리(中和里)
- 다툰리(大屯里)
- 즈런리(智仁里)
- 슈산리(秀山里)
- 원화리(文化里)
- 취안위안리(泉源里)
- 후산리(湖山里)
- 후톈리(湖田里)
- 창안리(長安里)
- 원취안리(溫泉里)
- 린취안리(林泉里)
- 중신리(中心里)
- 치옌리(奇岩里)
- 칭장리(清江里)
- 중양리(中央里)
- 다퉁리(大同里)
- 융밍리(永明里)
- 둥화리(東華里)
- 지리리(吉利里)
- 지칭리(吉慶里)
- 준셴리(尊賢里)
- 리셴리(立賢里)
- 리눙리(立農里)
- 젠민리(建民里)
- 원린리(文林里)
- 스파이리(石牌里)
- 푸싱리(福興里)
- 룽광리(榮光里)
- 룽화리(榮華里)
- 위민리(裕民里)
- 전화리(振華里)
- 융허리(永和里)
- 융신리(永欣里)
- 저우메이리(洲美里)

## 교육
- 국립 양밍 대학
- 국립 타이베이 예술대학

## 교통
- 타이베이 첩운
  - 단수이신이선
  - 신베이터우 지선

## 관광
- 베이터우 온천 박물관
- 양밍산 공원
- 관두 자연공원
- 푸지사